# Memory Foam
Memory Foam — вязкоупругий пенополиуретан. Был изобретён при поддержке космической программы NASA. Материал использовался в полётах в космос. Был спроектирован для снижения нагрузки на космонавтов. Материал используется в бытовой сфере, в том числе из него изготавливаются ортопедические подушки и ортопедические матрасы.

## Структура
Материал Memory Foam имеет пористую структуру — он состоит из множества ячеек. Открытая форма ячеек позволяет им сжиматься. Под действием человеческого веса и тепла ячейки сжимаются, и материал принимает анатомическую форму тела. Когда это действие прекращается, материал ещё удерживает форму контуров тела 3-4 секунды, а через 10 секунд возвращается в обратное состояние.